# Live from Mt. Fuji
Live from Mt. Fuji è un album dal vivo del gruppo musicale heavy metal statunitense GWAR, pubblicato nel 2005.

## Tracce
1. The Salaminizer – 3:58
2. Krosstika – 3:47
3. Bring Back the Bomb – 5:06
4. Ham on the Bone – 2:07
5. Immortal Corruptor – 6:18
6. Womb with a View – 2:31
7. Have You Seen Me? – 6:03
8. Horror of Yig – 4:40
9. Crush, Kill, Destroy – 1:58
10. Crack in the Egg – 3:51
11. The Reaganator – 3:46
12. Bonesnapper – 5:03
13. Sick of You – 8:01
14. Biledriver – 4:21